# أمازونيات الأمس، مثليات اليوم (مجلة)
مجلة أمازونيات الأمس، مثليات اليوم هي مجلة فرنسية تصدر كل فصل منذ عام 1982 من قبل مثلية (مثليات الجنس، الجماعية في مونتريال)، كيبيك، مصنوعة من لويز توركوت، دانييل شاريست، جينيت بيرجيرون وأريان برونيه.
كتب AHLA من منظور جذري (Lesbiennes radicales)، وكان يهدف إلى تقديم التحليل والتأمل حول القضايا السياسية والفلسفية التي تؤثر على المثليات عالميا وكذلك في كيبيك.
وقد استمد محتوى المجلة بشكل كبير من الحركة النسائية الناطقة بالفرنسية، وأفكار النظريين الفرنسيين مونيك فيتيغ ونيكول-كلود ماتيو. وصفت الصفحة الأولى من كل قضية بوضوح أن المجلة كانت مخصصة «للمثليات فقط».
كما تم تطوير فيلم وثائقي عام 1981، من عام 1979 إلى عام 1981 وتم إنتاجه بواسطة إنتاج الفيديو الجماعي، عرض الفيلم لأول مرة في 13 يونيو 1982 في مونتريال.